# Арнольд, Доротея
Дороте́я А́рнольд (нем. Dorothea Arnold, урожд. Ша́девальдт (Schadewaldt); род. 1935, Лейпциг) — немецкий египтолог.
Доротея Арнольд — дочь классического филолога Вольфганга Шадевальдта, училась в Мюнхенском и Тюбингенском университетах. В 1963 году Арнольд защитила в Тюбингене докторскую диссертацию. Принимала участие в раскопках, организованных каирским Германским археологическим институтом. С 1985 года работала в Метрополитен-музее в Нью-Йорке, возглавляла египетский отдел.
Доротея Арнольд специализируется на древнеегипетской керамике, которой до неё египтологи не уделяли должного внимания. Арнольд организовала в Метрополитен-музее несколько выставок. Замужем за египтологом Дитером Арнольдом.

## Публикации
- Die Polykletnachfolge. Untersuchungen zur Kunst von Argos und Sikyon zwischen Polyklet und Lysipp. (= Jahrbuch des Deutschen Archäologischen Instituts. Ergänzungheft 25). de Gruyter, Berlin 1969 (= Dissertation).
- als Herausgeberin: Studien zur altägyptischen Keramik. von Zabern, Mainz 1982, ISBN 3-8053-0415-3.
- Dorothea Arnold, Amenemhat I and the Early Twelfth Dynasty at Thebes. Metropolitan Museum Journal, v. 26 (1991)
- mit Janine Bourriau: An introduction to ancient Egyptian pottery. Zabern, Mainz 1993, ISBN 3-8053-0623-7.
- The Royal Women of Amarna. Images of Beauty from Ancient Egypt. Abrams, New York NY 1996, ISBN 0-87099-816-1.
- Die ägyptische Kunst (= Beck’sche Reihe 2550. C. H. Beck Wissen). C. H. Beck, München 2012, ISBN 978-3-406-63213-6.